# Condado de Hampton (Carolina do Sul)
O Condado de Hampton é um dos 46 condados do Estado americano da Carolina do Sul. A sede do condado é Hampton, e sua maior cidade é Hampton. O condado possui uma área de 1 457 km² (dos quais 7 km² estão cobertos por água), uma população de 21 386 habitantes, e uma densidade populacional de 15 hab/km² (segundo o censo nacional de 2000). O condado foi fundado em 1878.